# Mindura imbuta
Mindura imbuta är en insektsart som beskrevs av Melichar 1898. Mindura imbuta ingår i släktet Mindura och familjen Nogodinidae. Inga underarter finns listade i Catalogue of Life.